# 黒正巌
黒正 巌（こくしょう いわお、1895年（明治28年）1月2日 - 1949年（昭和24年）9月3日）は、日本の経済学者、農業史家、農村社会史学者。専門は経済史、経済地理学。経済学博士（京都帝国大学）。岡山県出身。大阪経済大学初代学長。

## 来歴
1895年（明治28年）岡山県上道郡可知村（現在の岡山市東区）生まれ。可知尋常小学校、上道高等小学校を経て1909年（明治42年）4月岡山県立岡山中学校（現・岡山県立岡山朝日高等学校）に入学、1914年（大正3年）3月同校を卒業し同年9月第六高等学校に入学、ドイツ語や英語などを習得し他に歴史や経済史を研究した。1916年に黒正家の養子となる（旧姓中山）。翌1917年（大正6年）7月に六高を卒業し同年9月京都帝国大学法科大学政治経済学科に入学。2年後に分科大学制の変更に伴い京都帝国大学経済学部に移る。1920年（大正9年）7月に同大学を卒業し大学院に進学。経済学・経済史学を戸田海市・本庄栄治郎に、経済地理学を石橋五郎に師事した。この頃に朝鮮や満州を視察している。
1922年（大正11年）大学院を退学し同大学の経済学部講師を嘱託される。研究者としては岡山藩の経済史の研究に没頭し次第に他藩との比較研究を行う。各藩の自然的・社会的・歴史的な特異性を知り、地理的な比較研究も必要であることを痛感、経済史学とともに経済地理学の研究を深めている。1923年に『経済史論考』を刊行、その中で経済史学と経済地理学とは密接不可分の関係にあることを強調している。同年より文部省在外研究員として農史研究のためイギリス・ドイツ・フランス・アメリカに満2年間留学する。ドイツのハイデルベルク大学でアルフレート・ヴェーバーの講義（工業立地論の展開）に啓発されのちに『日本経済地理学』（1931年）を著している。1925年（大正14年）に帰朝し発足したばかりの農学部に転じ講師、助教授を経て1926年教授に昇任、農史講座を担当した。1927年（昭和2年）からは経済学部で経済地理の講義も担当している。1929年学位論文「百姓一揆の研究」により京都帝国大学から経済学博士号を取得する。

## 人物
- 京都帝国大学教授兼任で昭和高等商業学校、第六高等学校の学校長を歴任し退官後大阪経済大学初代学長を務めた。農業経済史の研究で著名であり、百姓一揆の研究やマックス・ヴェーバーの社会経済史の翻訳を手掛け紹介したことで知られる。
- 祇園から大学に通う豪傑でもあった。
- 1933年（昭和8年）京都帝国大学の隣接地に本庄栄治郎らと共に日本経済史研究所を設立した。当研究所は、現在は大阪経済大学の付属機関であり日本で数少ない日本経済史の研究機関となっている。大阪経済大学は前身の浪華高等商業学校時代に学校騒動が起こり、当時の文部省がこれを憂い、大阪の政界・財界・学界の強い要請を受け、京都帝国大学教授であった黒正らが昭和高等商業学校として再建し（1935年）、黒正が同校の初代校長に就任した（-1944年）。
- 1935年に設立された日本経済地理学会理事長[13]、政府関係では企画院委員（1940-43年）などの要職も務めた[14]。
- 1947年（昭和22年）第六高等学校校長時代、進駐軍が撤収して空き家となった岡山の陸軍第17師団跡地22万坪を六高生250名を動員して確保した。これが現在の岡山大学津島キャンパスとなっている。その他にも多くの功績を残し岡山大学の基礎を築く[15]。1949年（昭和24年）7月、岡山大学教授[16]。戦後、昭和高商から改称した大阪経済専門学校がGHQ占領下の学制改革で、旧制専門学校から新制大学への昇格が成るか否かの際に、黒正らが当時の文部大臣に願い昇格を果たし大阪経済大学となる（1949年）。同年、同大学初代学長に就任するも直後の9月に急逝した。数え55歳没[2]。大阪経済大学、岡山大学、二つの新制大学の発足に力を尽くした。
- 朝鮮の地方経済は2000年間進歩の形跡が見られないという植民史観（朝鮮語版）を唱えて、日本の朝鮮支配を正当化した論者として現代の韓国の研究者から指弾されている[17]。また、大阪朝日新聞に寄稿した記事では、「ナチスが国民要求を直接に充足することを国民経済の根本原則とし、国民を利子の奴隷より解放しようとするならば、当然にユダヤ人を排斥せざるを得ない」[18]と述べている。
- 作家・近松秋江は妹の夫の叔父に当たり、おじさんと呼んで親しかった[19]。

## 顕彰
大阪経済大学日本経済史研究所が主催する黒正の名前を冠した公開講座『黒正塾』が多彩なテーマで開講されており 、岡山大学では毎年卒業する学生の中から、学業および人物の優れた者に授与される『黒正賞』が設けられている。大阪経済大学大隅キャンパス内と岡山大学津島キャンパス内には黒正の胸像が設置されている。

## 著書
- 『経済史論考』岩波書店、1923年
- 『農業共産制史論』岩波書店、1926年
- 『封建社会の統制と闘争』改造社、1928年
- 『百姓一揆の研究』岩波書店、1928年／思文閣（大阪経済大学日本経済史研究所叢書）1971年
- 『百姓一揆史談』日本評論社、1929年
- 『日本経済史』受験講座刊行会（国史講座）1930年／国史講座刊行会、1933年
- 『日本経済地理学』第1分冊、岩波書店、1931年
- 『経済地理学総論』叢文閣（経済地理学講座）1936年
- 『日本経済史』日本評論社（新経済学全集第9巻）1940年
- 『経済地理学原論』日本評論社、1941年
- 『百姓一揆の研究 続篇』ミネルヴァ書房（大阪経済大学叢書）1959年／思文閣（大阪経済大学日本経済史研究所叢書）1971年
- 『黒正巌博士遺稿集』大阪経済大学日本経済史研究所、1988年
- 黒正巌著作集編集委員会編『黒正巌著作集』全7巻、大阪経済大学日本経済史研究所・思文閣出版、2002年

### 共著
- 『日本経済史』本庄栄治郎共著、日本評論社（現代経済学全集第6巻）1929年
- 『経済地理学文献総覧』菊田太郎共著、叢文閣（経済地理学講座別巻）1937年／日本図書センター（社会科学書誌書目集成）1996年

### 解題
- 『荻生徂徠 三浦梅園集』荻生の解題、誠文堂新光社（近世社会経済学説大系第11）1937年

### 訳書
- マックス・ウェーバー『社会経済史原論』岩波書店、1927年
- マックス・ウェーバー『一般社会経済史要論 上下巻』青山秀夫共訳、岩波書店、1954、55年

## 関連書籍
- 黒正巌先生を偲ぶ会（代表・小坂淳夫）編発行『黒正巌先生』1980年
- 大阪経済大学同窓会編発行『道理貫天地：黒正巌先生の思い出』1987年
- 山田達夫、徳永光俊共編『社会経済史学の誕生と黒正巌』思文閣出版（大阪経済大学日本経済史研究所研究叢書）2001年
- 徳永光俊編『黒正巌と日本経済学』思文閣出版（大阪経済大学日本経済史研究所研究叢書）2005年